# Panajot Pano
Panajot Pano (Durrës, Albania, 7 de marzo de 1939 – Jacksonville, Estados Unidos, 19 de enero de 2010) fue un futbolista internacional albanés que jugó como delantero principalmente en el Partizani Tirana y en la selección de Albania.

## Biografía
Pano, empezó como portero del equipo juvenil del KF Tirana, pero más tarde se convirtió en delantero y fue transferido al FK Partizani. Aquí se convirtió en el delantero más completo y poderoso de la liga. Con un gran manejo del balón en los pies, era tan peligroso como en el juego aéreo, con una gran habilidad con la cabeza a pesar de su altura.
Ganó cuatro campeonatos de Albania con el Partizani (1961, 1962, 1964 y 1971). También obtuvo la Copa de Albania en otras cinco ocasiones y, en 1970, obtuvo la Copa de los Balcanes.
Fue el máximo goleador del Campeonato albanés en tres ocasiones: 1960 (12 goles), 1961 (17 goles) y 1970 (17 goles).
En el ámbito internacional, participó en más de 80 partidos de varias competiciones europeas: Copa de Europa, la Recopa de Europa y la Copa de la UEFA.
Debutó con la selección albanesa en 1963 jugando, con el combinado albanés, en 25 ocasiones.
Sin duda alguna, Pano fue una leyenda para los aficionados albaneses y el indiscutible rey de los goleadores cuando colgó las botas en 1975. Posteriormente, entrenó al equipo juvenil del Partizani y a la selección sub-21 de Albania.
Su hijo, Ledio Pano, siguió el legado de su padre a final de los 80, convirtiéndose en una estrella tanto para el Partizini como para Albania.
Recientemente fue nombrado mejor jugador de la historia del fútbol albanés por sus compatriotas con ocasión del 50 aniversario de la UEFA.

## Clubes
| Club              | País    | Año         |
| ----------------- | ------- | ----------- |
| 17 Nëntori Tirana | Albania | 1957 - 1960 |
| Partizani Tirana  | Albania | 1960 - 1975 |

## Palmarés
| Título               | Club             | País    | Año     |
| -------------------- | ---------------- | ------- | ------- |
| Superliga de Albania | Partizani Tirana | Albania | 1961    |
| Superliga de Albania | Partizani Tirana | Albania | 1962-63 |
| Superliga de Albania | Partizani Tirana | Albania | 1963-64 |
| Superliga de Albania | Partizani Tirana | Albania | 1970-71 |